# Miloslav Mečíř jr.
Miloslav Mečíř jr. (Praag, 20 januari 1988) is een Slovaaks tennisspeler. Hij heeft nog geen ATP-toernooi gewonnen. Wel deed hij mee aan een grandslamtoernooi.
Hij heeft één challenger in het dubbelspel op zijn naam staan. Hij is de zoon van Miloslav Mečíř.

## Palmares dubbelspel
| Nr.                              | Datum       | Toernooi | Ondergrond | Partner      | Tegenstanders in finale       | Score             |
| -------------------------------- | ----------- | -------- | ---------- | ------------ | ----------------------------- | ----------------- |
| Gewonnen challengers herendubbel |             |          |            |              |                               |                   |
| 1.                               | 7 juni 2010 | Košice   | Gravel     | Marek Semjan | Ricardo Hocevar Caio Zampieri | 3-6, 6-1, [13-11] |

## Resultaten grandslamtoernooien
| Legenda | Legenda                          |
| ------- | -------------------------------- |
| g.t.    | geen toernooi gehouden           |
| l.c.    | lagere categorie                 |
| –       | niet deelgenomen                 |
| G       | uitgeschakeld in de groepsfase   |
| 1R      | uitgeschakeld in de eerste ronde |
| 2R      | uitgeschakeld in de tweede ronde |
| 3R      | uitgeschakeld in de derde ronde  |
| 4R      | uitgeschakeld in de vierde ronde |
| KF      | uitgeschakeld in de kwartfinale  |
| HF      | uitgeschakeld in de halve finale |
| F       | de finale verloren               |
| W       | het toernooi gewonnen            |
| w-v     | winst/verlies-balans             |

| Grandslamtoernooien   |      |        |
| Australian Open       | –    | 0-0    |
| Roland Garros         | 1R   | 0-1    |
| Wimbledon             | –    | 0-0    |
| US Open               | –    | 0-0    |
| Winst-verlies         | 0–1  | 0-1    |
| ATP World Tour Finals |      |        |
| ATP World Tour Finals | –    | 0-0    |
| Olympische Spelen     |      |        |
| Olympische Spelen     | g.t. | 0-0    |
| Statistieken          |      |        |
| Totaal aantal titels  | 0    | 0      |
| Totaal winst-verlies  | 0-2  | 1-3    |
| Eindejaarsranking     | 197  | n.v.t. |